# Donald L. O’Toole

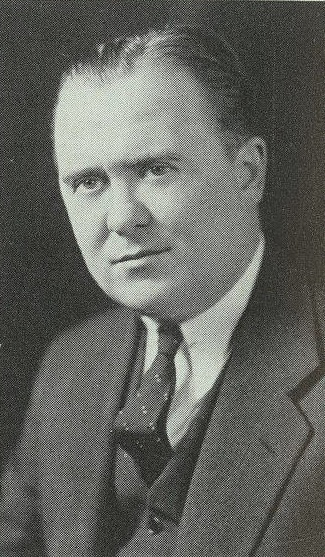
Donald L. O’Toole

Donald Lawrence O’Toole (* 1. August 1902 in Brooklyn, New York; † 12. September 1964 in Ocala, Florida) war ein US-amerikanischer Jurist und Politiker. Zwischen 1937 und 1953 vertrat er den Bundesstaat New York im US-Repräsentantenhaus.

## Leben
Donald Lawrence O’Toole wurde Anfang des 20. Jahrhunderts in Brooklyn geboren und wuchs dort auf. In dieser Zeit besuchte er öffentliche Schulen und Parochial Schools. Er graduierte 1916 an der St. James Academy in Brooklyn und 1925 an der rechtswissenschaftlichen Fakultät der Fordham University in New York City. O’Toole war Doktorand (postgraduate student) an der Columbia University und New York University in New York City. Seine Zulassung als Anwalt erhielt er 1927 und begann dann in New York City zu praktizieren. Zwischen 1934 und 1936 war er Mitglied im Board of Aldermen. Politisch gehörte er der Demokratischen Partei an.
Bei den Kongresswahlen des Jahres 1936 für den 75. Kongress wurde er im achten Wahlbezirk von New York in das US-Repräsentantenhaus in Washington, D.C. gewählt, wo er am 4. Januar 1937 die Nachfolge von Richard J. Tonry antrat. Er wurde drei Mal in Folge wiedergewählt. 1944 kandidierte er im 13. Wahlbezirk von New York für den 79. Kongress. Nach einer erfolgreichen Wahl trat er am 4. Januar 1945 die Nachfolge von Louis Capozzoli an. Er wurde drei Mal in Folge wiedergewählt. Bei seiner Kandidatur für den 83. Kongress im Jahr 1952 erlitt er eine Niederlage und schied nach dem 3. Januar 1953 aus dem Kongress aus.
Nach seiner Kongresszeit nahm er wieder seine Tätigkeit als Anwalt auf. Zwischen 1955 und 1957 war er Exekutivdirektor des New York State Department of Commerce and Industry und vom 1. August 1958 bis zum 29. April 1959 Commissioner dort. Während dieser Zeit lebte er in Brooklyn. Er verstarb am 12. September 1964 in Ocala und wurde dann auf dem Holy Cross Cemetery in Brooklyn beigesetzt.